# Javorná (Šumava)
Javorná (německy Ahornberg, Achorberg; 1090 m n. m.) je hora na Šumavě, nejvyšší vrchol okrsku Kochánovské pláně. Tyčí se 2,5 km jihovýchodně od obce Javorná a 9 km severozápadně od Železné Rudy. Na jižním úpatí hory, na řece Křemelné, se nacházela zaniklá ves Zhůří (Haidl am Ahornberg).

## Přístup
Na Javornou nevedou žádné značené cesty. Zřejmě nejkratší výstup vede od zaniklé obce Starý Brunst, ze zatáčky silnice č. 27 od Železné Rudy, označené bodem záchrany A 7. Prvních 200 metrů vede po silnici č. 27, ze které se doprava do kopce odpojuje úzká silnička. Ta se po 1,3 km dostane pod západní svah Javorné, kde od ní doprava odbočuje nezpevněná lesní cesta, vedoucí až na vrcholovou paseku. Na jejím západním konci se nachází vrchol označený červenobílou tyčí triangulačního bodu, na níž je připevněna schránka s vrcholovou knihou a vedle tyče je i malá lavička. Celá cesta měří 2,5 km s převýšením 150 metrů.

## Ochrana přírody
Celá hora je součástí CHKO Šumava a na jejích svazích se rozkládá hned několik přírodních rezervací:
- PR Zhůřská pláň - chrání přirozeně se vyvíjející společenstva na rašeliništi, prameništi, mokřadech
- PR Zhůřská hnízdiště - chrání horské pastviny extenzivního charakteru a podmínky pro existenci hnízdního a potravního teritoria ptáků
- PR Prameniště - chrání systém pramenišť a rašelinišť kolem říčky Křemelná včetně rostlinných a živočišných společenstev
- PR Kepelské mokřady - chrání kriticky ohrožené druhy rostlin a živočichů, prameniště, skupiny stromů, porosty a přirozené přírodní ekosystémy